# Tamanho dos grãos
Tamanho dos grãos refere-se às dimensões físicas das partículas de uma rocha ou de um outro sólido e podem variar de extremamente pequeno (partículas coloidais), até maiores como argila, silte, areia, cascalho, matacão e rochas.
A nomenclatura para a descrição dos tamanhos dos grãos é um fato importante para os geologistas, por que o tamanho do grão define a maioria das propriedades básicas dos sedimentos.
Tradicionalmente os geologistas costumam dividir os sedimentos em quatro classificações que incluem o grânulo, a areia, o silte e a argila e a classificação destes sedimentos é baseada em relações das várias proporções da fração.

## Escala de Wentworth
A Escala de Wentworth consiste em uma escala logarítmica de classificação granulométrica (diâmetro maior) dos fragmentos de sedimentos clásticos  (ou detríticos), dos mais finos para os mais grossos, criado em 1922 por C. K. Wentworth. Esta escala é bastante utilizada pelos geólogos e a sua classificação geralmente difere um pouco daquelas feitas pelos engenheiros.

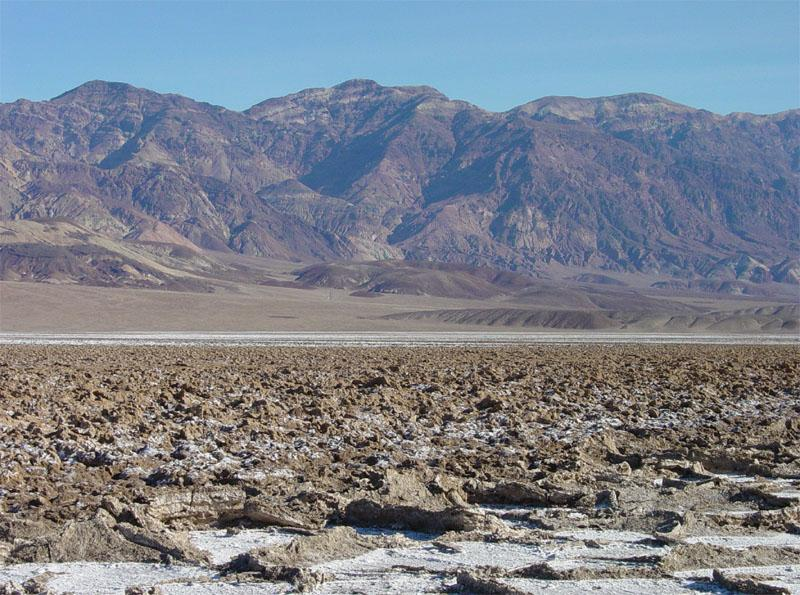
Rochas e areia

Apesar de uma tabela de grãos ter sido proposta por Johan A. Udden em 1898, ela foi modificada e estendida por C. K. Wentworth em 1922 e se tornou popular, sendo denominada de Escala de Wentworth. Ela define os seguintes limites:
- a argila (<0,004 mm);
- o silte (0,004–0,064 mm);
- a areia (0,064–2 mm);
- o grânulo (2–4 mm);
- o seixo (4–64 mm);
- o bloco ou calhau (64–256 mm);
- e o matacão (>256 mm).

Porém, ela não atendia bem a subgrupos de solos com dois ou mais tipos de solos, como a classificação de areia fina, silte grosso, etc. Então procurou-se classificar em ordem de abundância. Surgiram outras escalas, baseadas na Escala de Wentworth, como a Escala de Krumbein-Wentworth e a Escala Udden-Wentworth. Todas essas são comumentemente utilizadas pelos sedimentologistas, que são uma especialização dos geólogos. 

## Krumbeinφ
A Escala de Krumbein, criada por W. C. Krumbein usa o phi (φ), é uma modificação da Escala de Wentworth. É uma escala logarítmica definida por:
{\displaystyle D=D_{0}2^{-\phi }}
Tal que:
{\displaystyle D} é o diâmetro da partícula
{\displaystyle D_{0}} é um diâmetro referência, igual a 1 mm
{\displaystyle \phi } é a escala phi
{\displaystyle \phi =-\log _{2}({\hbox{tamanho do grão em mm}})}
| φ escala  | Dimensões (milímetros) | Dimensões (aprox.em polegadas) | Nome dos agregados (Escala de Wentworth) | Outros nomes |
| --------- | ---------------------- | ------------------------------ | ---------------------------------------- | ------------ |
| < −8      | > 256 mm               | > 10.1 in                      | Rocha                                    |              |
| −6 até −8 | 64–256 mm              | 2.5–10.1 in                    | Seixos                                   |              |
| −5 até −6 | 32–64 mm               | 1.26–2.5 in                    | Cascalho muito grosso                    | Seixo        |
| −4 até −5 | 16–32 mm               | 0.63–1.26 in                   | Cascalho grosso                          | Seixo        |
| −3 até −4 | 8–16 mm                | 0.31–0.63 in                   | Cascalho médio                           | Seixo        |
| −2 até −3 | 4–8 mm                 | 0.157–0.31 in                  | Cascalho fino                            | Seixo        |
| −1 até −2 | 2–4 mm                 | 0.079–0.157 in                 | Cascalho muito fino                      | Grânulo      |
| 0 até −1  | 1–2 mm                 | 0.039–0.079 in                 | Areia muito grossa                       |              |
| 1 até 0   | ½–1 mm                 | 0.020–0.039 in                 | Areia grossa                             |              |
| 2 até 1   | ¼–½ mm                 | 0.010–0.020 in                 | Areia média                              |              |
| 3 até 2   | 125–250 µm             | 0.0049–0.010 in                | Areia fina                               |              |
| 4 até 3   | 62.5–125 µm            | 0.0025–0.0049 in               | Areia muito fina                         |              |
| 8 até 4   | 3.90625–62.5 µm        | 0.00015–0.0025 in              | Silte                                    |              |
| > 8       | < 3.90625 µm           | < 0.00015 in                   | Argila                                   |              |
| >10       | < 1 µm                 | < 0.000039 in                  | Coloidal                                 |              |